# Rhynchosciara vespertillio
Rhynchosciara vespertillio är en tvåvingeart som först beskrevs av Ignaz Rudolph Schiner 1868.  Rhynchosciara vespertillio ingår i släktet Rhynchosciara och familjen sorgmyggor. Inga underarter finns listade i Catalogue of Life.